# Xylotrechus pici
Xylotrechus pici är en skalbaggsart som beskrevs av Heyrovský 1935. Xylotrechus pici ingår i släktet Xylotrechus och familjen långhorningar. Inga underarter finns listade i Catalogue of Life.